# إيفان ميلينكوف (سياسي)
إيفان ميلينكوف هو رياضياتي وسياسي روسي، ولد في 7 أغسطس 1950 في بوغوروديتسك في روسيا. نشط حزبياً في الحزب الشيوعي لروسيا الاتحادية والحزب الشيوعي السوفيتي. وقد انتخب عضو مجلس الدوما ‏.

## وصلات خارجية
- الموقع الرسمي